# احمد اقتداری
احمد اقتداری (۳ خرداد ۱۳۰۴ – ۲۷ فروردین ۱۳۹۸) که با نام احمدخان اقتداری نیز شناخته می‌شود ایران‌شناس، پژوهشگر خلیج فارس و جغرافیای تاریخی و فرهنگی مناطق جنوبی ایران و استاد دانشگاه ایرانی بود. او از خاندان خوانین گراش در دوران قاجار بود و منصب‌هایی چون ریاست ادارهٔ فرهنگ لارستان و شهرداری لار را در جوانی بر عهده داشت. همچنین سابقهٔ نامزدی برای نمایندگی مجلس شورای ملی از حوزهٔ لارستان، تدریس در دانشگاه تهران و ریاست دفتر مطالعات خلیج فارس در مرکز دائرةالمعارف بزرگ اسلامی از دیگر سِمَت‌هایی است که در زندگینامهٔ اقتداری به چشم می‌خورد.
عمدهٔ شهرت اقتداری به علت پژوهش در حوزهٔ خلیج فارس است و به همین علت به «پدر مطالعات خلیج فارس» مشهور است. او سواحل خلیج فارس و دریای عمان را برای فعالیت‌های پژوهشی‌اش با پای پیاده طی کرده بود. اقدامات وی به همراه دو دوستش، ایرج افشار و منوچهر ستوده، باعث شد که جلال آل‌احمد به آن‌ها لقب «سه تفنگدارِ گورنگار» بدهد؛ چرا که این سه نفر با همراهی همدیگر بسیاری از اسناد تاریخی و بناهای کهن ایران را معرفی می‌کردند. او به علت پژوهش‌ها و مطالعاتش در زمینهٔ ایران‌شناسی، موفق به دریافت مدرک دکترای افتخاری تاریخ از دانشگاه تهران شده است.
اقتداری ده‌ها کتاب و صدها مقاله نگارش و منتشر کرده است. او در آثارش به موضوعات گسترده‌ای در زمینه‌های مختلف ایران‌شناسی می‌پردازد. کتاب خلیج فارس از دیرباز تا کنون به قلم اقتداری، جایزهٔ ویژهٔ یونسکو در ایران را به خود اختصاص داده و کتاب تاریخ مسقط و عمان، بحرین و قطر و روابط آن‌ها با ایران نیز مورد تقدیر قرار گرفته است. همچنین، او برای نخستین بار شخصیت محمدعلی سدیدالسلطنه را معرفی کرده و به تصحیح و انتشار آثار او اقدام کرده است. اقتداری آثار منتشرنشده‌ای نیز دارد که موضوعات مهمی دربارهٔ تاریخ و فرهنگ مناطق جنوبی ایران را در بر می‌گیرند. کتابخانهٔ اقتداری با نام «کتابخانهٔ خلیج فارس» به مرکز دائرةالمعارف بزرگ اسلامی اهدا شده است. فیلم مستند به ایرانِ جاودانی‌ام دربارهٔ زندگی علمی و تلاش‌های اقتداری ساخته شده و علاوه بر نمایش در جشنواره‌های داخلی، چندین بار از صدا و سیما پخش شده است. همچنین کتاب مروارید خلیج فارس که حاوی مقاله‌های ایران‌شناسانه است، به احمد اقتداری تقدیم شده است.
احمد اقتداری در فروردین ۱۳۹۸ و در سن ۹۳ سالگی دچار شکستگی استخوان لگن شد و بر اثر عوارض ناشی از آن، در تهران درگذشت. پیکر او طبق وصیت‌نامه‌اش پس از تشییع در تهران، به گراش منتقل و در آرامگاه اختصاصی خاندان دَهباشی به خاک سپرده شد.

## زندگی و تحصیلات

### تبار
پدر احمد اقتداری، مرتضی‌قلی‌خان فرزند حسنعلی‌خان و مادرش انیس‌خانم اقتداری فرزند محمدجعفرخان، هر دو از شهر گراش و از نوادگان فتحعلی‌خان بیگلربیگی گراشی، حاکم لارستان و بنادر خلیج فارس در دورهٔ قاجار، بودند. نسب او از طریق یکی از اجداد مادری‌اش، به امام‌قلی‌خان، سردار عصر صفوی، می‌رسد.

### سال‌های کودکی و نوجوانی
|                                                  |  |  |
| اقتداری در کودکی (دههٔ ۱۳۰۰) و خدمت سربازی (۱۳۲۵) |  |  |

احمدخان اقتداری در ۳ خرداد ۱۳۰۴ خورشیدی در شهر لار در استان فارس به دنیا آمد. احمد کودکی خود را در لار گذراند. کودکی‌اش مصادف بود با آغاز سلطنت پهلوی بود. در این دوره مبارزه دولت با قیام‌های پراکندهٔ اقوام، موجب کاهش قدرت و نفوذ خانواده‌اش گردید. او تحصیلاتش را در سنین ۵ تا ۶ سالگی از مکتب‌خانه‌ای در لار آغاز کرد و در سال ۱۳۱۱ با افتتاح مدرسهٔ دولتی در لار توسط علی‌اصغر حکمت، مکتب‌خانه را ترک کرده و به مدرسهٔ دولتی رفت. در پایهٔ ششم ابتدایی در استان فارس شاگرد اول شد و یک جلد دیوان صحبت لاری از طرف احمد آرام، رئیس کل فرهنگ فارس، جایزه گرفت. سه سالِ تحصیل در مقطع متوسطهٔ اول را نیز در لار گذراند و سپس برای تحصیل در دانش‌سرای مقدماتی به شیراز رفت. به نوشتهٔ خودش، پس از آن سه سال هم در دانش‌سرای شیراز زیر نظر اساتیدی همچون مهدی حمیدی شیرازی و سلطان‌مراد بختیار آموزگاری آموخت و در تیر ۱۳۲۲ دیپلم گرفت. سپس به عنوان معلم به لار بازگشت و به تدریس در مقاطع ابتدایی مشغول شد.

### سال‌های جوانی
او در سال ۱۳۲۳ در گراش با دخترخالهٔ خود، قمرخانم اقتداری فرزند قهرمان‌خان اقتداری، ازدواج کرد. حاصل این ازدواج، پنج فرزند به نام‌های افشین، پروانه، میترا، امید و آرزو بود که از این بین، پروانه در خردسالی درگذشت و چهار فرزند دیگر در قید حیات می‌باشند.
به نوشتهٔ اقتداری در کاروان عمر، او در مهر ۱۳۲۵ به دانشکدهٔ افسری رفت و در رستهٔ توپخانه، به خدمت سربازی مشغول شد. از مشهورترین فرماندهان او در این دوره می‌توان هوشنگ حاتم، چنگیز وشمگیر و خسرو روزبه را نام برد. در همان روزها بود که ارتش شاهنشاهی ایران برای مبارزه با حکومت خودمختار آذربایجان، به مناطق شمال غربی ایران اعزام شد. اقتداری و دیگر دانشجویان دانشکدهٔ افسری نیز در شُرُف اعزام به آن مناطق بودند که فرار سید جعفر پیشه‌وری به شوروی در ۲۱ آذر ۱۳۲۵، موجب عدم اعزام دانشجویان شد. او در این دوره موفق به دریافت تقدیرنامه‌ای از وزارت جنگ و شخص حاجعلی رزم‌آرا شد. پس از پایان دورهٔ آموزشی در دانشکدهٔ افسری، اقتداری در فروردین ۱۳۲۶ با درجهٔ ستوان‌سومیِ توپخانه و به عنوان فرمانده دستهٔ توپخانه، مشغول خدمت در لشکر باغشاه تهران و سپس لشکر جمشیدیه شد و در سال ۱۳۲۷ خدمت سربازی خود را به اتمام رساند.

### ورود به عرصهٔ سیاست
وی پس از اتمام دورهٔ سربازی، در تهران با عبدالرحمان فرامرزی آشنا شد. فرامرزی که می‌خواست برای انتخابات دورهٔ شانزدهم مجلس شورای ملی از حوزهٔ لارستان نامزد شود، در صدد بود تا در دربار برای اقتداری شغلی پیدا کند و از این طریق نفوذ خود را افزایش دهد. به همین جهت، او را به حسین علاء، رئیس کل وقت دربار، معرفی کرد؛ اما اقتداری این شغل را نپذیرفت و در نهایت با حکم ریاست فرهنگ لارستان و بنادر خلیج فارس در مهر ۱۳۲۷ به لار بازگشت. او در دورهٔ کوتاه یک و نیم سالهٔ تصدی ریاست فرهنگ، ۲۳۶ مدرسه را در لارستان و بنادر و جزایر جنوبی ایران راه‌اندازی کرد. همچنین در این دوره، نامهٔ تندی به علی‌اکبر سیاسی، وزیر وقت فرهنگ، نوشت و از وضعیت اسفناک زندگی مردم در لارستان و هرمزگان شکایت کرد. سیاسی نیز هیئتی شامل یدالله سحابی، محمد قریب و چند تن دیگر از استادان دانشگاه تهران را برای بررسی موضوع به لار فرستاد. از سویی، اقتداری در سال ۱۳۲۴ در خانه‌اش در لار از فریدون توللی و رسول پرویزی که از جمله مسئولان حزب توده در شیراز بودند، میزبانی کرده‌بود. آن‌ها که جهت تأسیس شعبهٔ حزب توده در لار به آن‌جا سفر کرده بودند، در خانهٔ اقتداری ساکن شده و آن محل را به عنوان دفتر حزب و محل نام‌نویسی افراد جهت پیوستن به حزب توده تعیین کرده بودند. آن نامه و آن میزبانی، باعث شد به اقتداری اتهام وابستگی به حزب توده زده شود و همین امر باعث انتقال وی به تهران در سال ۱۳۲۸ شد. زمانی که اقتداری در تهران بود، انتخابات مجلس ملی شانزدهم در لار برگزار شد و حادثهٔ قتل اعضای هیئت نظارت بر انتخابات در لار رخ داد. او به اتهام همدستی در این حادثه، چند روز در تهران بازداشت شد. سپس به لار بازگردانده شده و به اعدام محکوم شد و پس از لغو حکم اعدام دوباره به تهران برگشت.

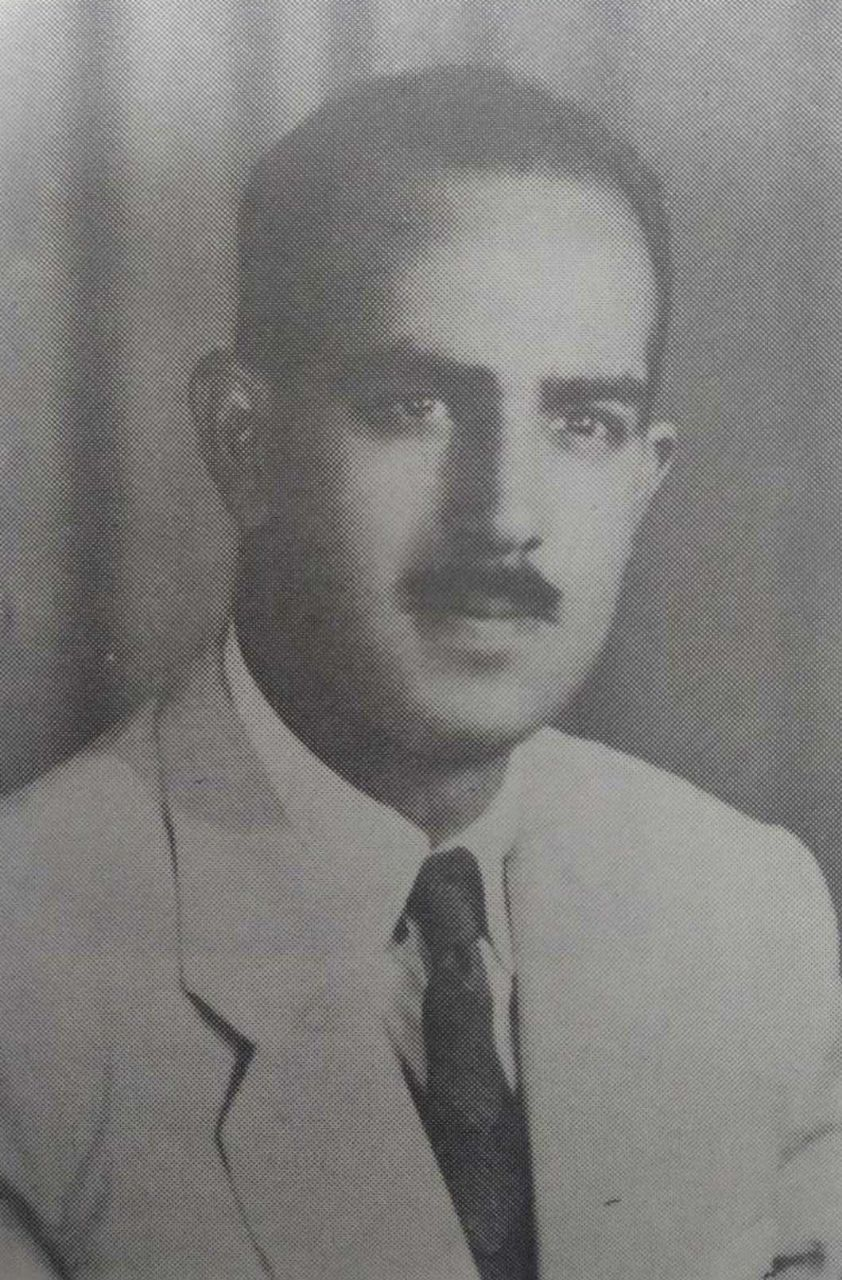
احمد اقتداری در جوانی

با انتخاب محمد مصدق به نخست‌وزیری و تصویب اولین قانون انتخابات شهرداری‌ها، پس از چندی احمد اقتداری به عنوان دومین شهردار لار در اردیبهشت ۱۳۳۲ انتخاب شد. او ابتدا این پیشنهاد را رد کرد و سپس با درخواست شخص مصدق و حکم غلامحسین صدیقی این مقام را پذیرفت. در آن دوران، لارستان را قحطی فرا گرفته بود و چالش بزرگ اقتداری به عنوان شهردار، تهیهٔ گندم و آب برای لار بود. او گندم را از طریق ادارهٔ غله و ادارهٔ اصل چهار تهیه کرد و برای رفع مشکل بی‌آبی، اقدام به حفر چندین فقره چاه نمود. وی در پی کودتای ۲۸ مرداد ۱۳۳۲ و سرنگونی دولت مصدق، در بهمن ۱۳۳۲ از شهرداری لار استعفا داد و به تهران بازگشت.
احمد اقتداری در سال ۱۳۴۲ برای بیست‌ویکمین دورهٔ مجلس شورای ملی از حوزهٔ لارستان نامزد شد و با اقبال مردم مواجه شد. او که از سوی کنگرهٔ آزادزنان و آزادمردان برای نامزدی حوزهٔ لارستان انتخاب شده بود، در لار، گراش و اوز سخنرانی کرد. با این حال نامزدی او مورد اعتراض جامعهٔ اهل تسنن لارستان قرار گرفت. از طرف دیگر، باقر پیرنیا که استانداری فارس را برعهده داشت، بیم وقوع اتفاقات ناگوار در لارستان، در صورت انتخاب اقتداری را به تهران گزارش داد. در نتیجه، اقتداری در حین سفرهای انتخاباتی‌اش با هواپیما به استانداری برده شد. به پیشنهاد پیرنیا و تأیید محمدرضاشاه پهلوی، حسین خطیبی به جای احمد اقتداری نامزد نمایندگی لارستان در مجلس بیست‌ویکم شد. خطیبی که سابقهٔ ریاست جمعیت شیر و خورشید سرخ ایران را در کارنامه داشت و نقش پررنگی در ایجاد شهر جدید لار پس از زمین‌لرزهٔ سال ۱۳۳۹ ایفا کرده بود، به لار رفت و مورد استقبال مردم قرار گرفت. نهایتاً، خطیبی با پیروزی تشریفاتی بر کاظم پزشکی که دیگر نامزد این دوره بود، وارد مجلس شده و به سمت نایب‌رئیسی مجلس رسید.

### ادامهٔ تحصیل و تدریس
اقتداری در سال ۱۳۲۸ که نخستین دورهٔ کنکور دانشکدهٔ حقوق و علوم سیاسی و اقتصادی دانشگاه تهران برگزار می‌شد، به پیشنهاد عبدالحمید زنگنه کنکور داد و در آن دانشگاه پذیرفته شد. وی زیر نظر اساتیدی چون سید علی شایگان، سید حسن امامی و موسی عمید به تحصیل علوم قضایی پرداخت. او علاوه بر تحصیل، به تدریس دروس تاریخ و زبان فرانسه در دبیرستان‌های تهران نیز اشتغال داشت. وی در سال ۱۳۳۱ دورهٔ دانشکده را به پایان رساند و در سال ۱۳۳۲ دورهٔ کارآموزی را آغاز کرد. در تیر ۱۳۳۴ نیز موفق به اخذ پروانهٔ وکالت پایهٔ یکم دادگستری شد تا علاوه بر سی سال معلمی، چهل سال هم در شغل وکالت دادگستری فعالیت کند. او تا سال ۱۳۷۰ در حرفهٔ وکالت اشتغال داشت.
پس از انتشار کتاب خلیج فارس در سال ۱۳۴۵، اقتداری به تدریس در دانشگاه تهران دعوت شد. وی در مهر ۱۳۴۸ از وزارت آموزش و پرورش بازنشسته شد و به پیشنهاد حمید عنایت، از سال ۱۳۴۹ تا ۱۳۵۶ به تدریس درس «مسائل خلیج فارس» در مقاطع کارشناسی و کارشناسی ارشد در دانشکدهٔ حقوق و علوم سیاسی دانشگاه تهران پرداخت. پس از آن دوره، بنا به درخواست احسان اشراقی، رئیس گروه تاریخ دانشکدهٔ ادبیات و علوم انسانی دانشگاه تهران و تأیید صلاحیت علمی اقتداری، وی ضمن دریافت مدرک دکترای افتخاری تاریخ از دانشگاه تهران، برای تدریس «تاریخ تمدن در خلیج فارس» در مقطع دکترای تاریخ فراخوانده شد اما این امر هیچگاه اجرایی نشد.

### فعالیت‌های ایران‌شناسی
می‌توانم گفت همهٔ شهرها و دیه‌های کشور را دیدم. همهٔ آثار قدیمی و منابع طبیعی و زیبایی‌های هنری و معماری و تاریخی کشور را با دقت بازدید نمودم. بیشتر مردمان و بیشتر لهجه‌های محلی را دیدم و شنیدم و در کار زبان‌شناسی ایرانی بیش از پیش شور و شوق پیدا کردم. به این نتیجه رسیده بودم که از روی یک واژهٔ قدیمی یا نام یک آبادی یا کوه و دشت و روستا، از مطالعهٔ یک ترانهٔ محلی، از تطبیق یک فعل و ریشهٔ مصدری آن در یک زبان محلی دورافتاده، از دقت در یک اثر تاریخی، از توجه به یک روایت و حکایت سینه‌به‌سینه، حتی از دقت در خطوط چهرهٔ یک مرد روستایی یا یک دختربچهٔ ایلی می‌توان به تاریخ و تمدن و فرهنگ اقوام مختلف ایران‌زمین با نژادها و زبان‌ها و آداب و رسوم مختلف‌شان پی برد و دانست که این اقوام با هم چگونه ارتباط فرهنگی و فکری و تعلقات ملی و وطنی دارند.

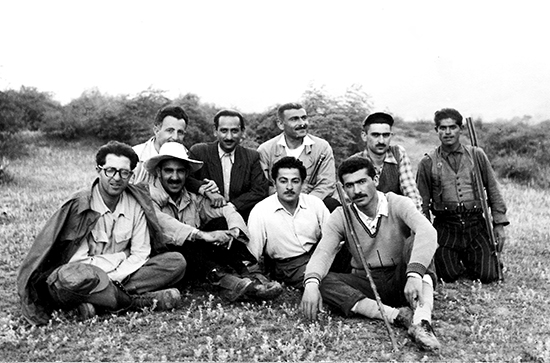
دههٔ ۱۳۳۰، دودانگه، مازندران؛ ردیف پشت از راست: ناشناس، ایرج افشار، منوچهر ستوده، مصطفی مقربی، علی‌قلی جوانشیر؛ ردیف جلو از راست: اسلام کاظمیه، احمد مصباحی، احمد اقتداری، عباس زریاب خویی

اقتداری در سال ۱۳۲۹ و در جریان چند برنامهٔ کوهنوردی با ایرج افشار، منوچهر ستوده، مصطفی مقربی و چند تن دیگر از نویسندگان و محققان آشنا شد و دوستی‌ای که بین او و افشار شکل گرفت، تا آخر عمر ادامه یافت. او در آن سال‌ها کتاب‌های فرهنگ لارستانی و لارستان کهن را در دست نگارش داشت که هر دو را در سال ۱۳۳۴ به چاپ رساند. وی سپس به عضویت انجمن اطلس زبان‌شناسی ایران و انجمن تحقیق لهجه‌ها و فولکلور ایران درآمد. این آشنایی‌ها و تألیفات، دروازهٔ ورود اقتداری به دنیای ایران‌شناسی بود. او در مهر ۱۳۴۱ در سمیناری با نام «سمینار خلیج فارس» که به همت سید محمد محیط طباطبایی و ریاست سعید نفیسی برگزار می‌شد، شرکت کرد. وی مقاله‌ای با عنوان «زبان‌های محلی و فولکلور خلیج فارس» ارائه کرد و به سخنرانی در باب موضوعات مرتبط با فرهنگ عامهٔ خلیج فارس پرداخت. او در این جلسه به رومن گیرشمن، مورخ و باستان‌شناس مشهور فرانسوی، که در باب جزیرهٔ خارگ به زبان فرانسوی سخنرانی می‌کرد، یادآور شد که چندین بار در سخنرانی‌اش به جای «خلیج فارس»، به گفتن «خلیج» اکتفا کرده و برای نام‌بردن از اسکندر مقدونی، از عبارت «اسکندر کبیر» استفاده نموده است؛ در حالی که ایرانیان او را «اسکندر گُجَستَک» می‌نامند. این هوشیاری منجر به عذرخواهی گیرشمن از حاضران و مردم ایران شد.
اقتداری در دههٔ ۱۳۴۰ و ۱۳۵۰ در دوره‌های مختلف کنگرهٔ ایران‌شناسی که به همت سید حسین نصر و ریاست ایرج افشار برپا می‌شد، شرکت کرد. همچنین در سال ۱۳۵۶ در کنگرهٔ باستان‌شناسی و هنر ایران که در مونیخ برگزار می‌شد نیز حضور یافت. اقدامات وی به همراه دو دوستش، افشار و ستوده، باعث شد که جلال آل‌احمد به آن‌ها لقب «سه تفنگدارِ گورنگار» بدهد؛ چرا که این سه نفر با همراهی همدیگر بسیاری از اسناد تاریخی و بناهای کهن ایران را معرفی می‌کردند.
افشار با تقسیم فارس‌شناسان معاصر به سه نسل مختلف، اقتداری را از پیشگامان نسل سوم برمی‌شمارد. او با اشاره به استنادهای شرق‌شناسانی چون مینورسکی، فلور و اوبن به کتاب لارستان کهن، انتقال میراث علمی سدیدالسلطنه به کتابخانهٔ ملی و تألیفات متعدد اقتداری در حوزهٔ جنوب ایران، این جایگاه را شایستهٔ او دانسته است. تلاش‌های احمد اقتداری به مکتوبات و پژوهش‌های زیادی در حوزهٔ زبان‌شناسی و تاریخ مردم جنوب ایران انجامیده است. همچنین وی مقاله‌های متعددی در خصوص زبان لارستانی و قواعد آن منتشر کرده است. بخش زیادی از آثار محمدعلی سدیدالسلطنهٔ بندرعباسی، دیوان شیدای گراشی، منظومهٔ عرفانی باغستان و تفسیر گل و برگ از منابعی محسوب می‌شوند که نخستین‌بار اقتداری آن‌ها را یافته و تصحیح و منتشر کرده است.

### فعالیت در سازمان جلب سیاحان
طبق نوشتهٔ اقتداری در کاروان عمر، یک سال بعد از تشکیل سازمان جلب سیاحان، در سال ۱۳۴۳، اقتداری به عضویت در این سازمان دعوت شد. سپس در قالب هیئتی به منظور مطالعهٔ سواحل جنوبی خلیج فارس به شیخ‌نشین‌های دبی، ابوظبی و قطر سفر کرد و با راشد بن سعید آل مکتوم و شخبوط بن سلطان آل نهیان دیدار کرد. او به دستور امیرعباس هویدا، نخست‌وزیر وقت، و به عنوان کارشناس جاذبه‌های گردشگری در سال ۱۳۴۶ به عربستان سعودی، عراق و لبنان رفت و به تحقیق در صنعت گردشگری این کشورها پرداخت. وی در این سفرها ضمن زیارت مسجدالحرام، مسجدالنبی، حرم امام علی و حرم امام حسین، از آثار تاریخی لبنان بازدید نموده و با برخی از روزنامه‌نگاران و فعالان فرهنگی آن کشورها نیز دیدار کرد. اقتداری در سفرهایِ خارجیِ گسترده‌ای که در فاصلهٔ سال‌های ۱۳۴۳ تا ۱۳۵۶ به کشورهایی چون امارات متحدهٔ عربی، عراق، لبنان، قبرس، اسرائیل، فرانسه، انگلستان، آمریکا، سوئیس، مصر و آلمان انجام داد، موفق به بازدید از آثار برجسته‌ای چون کعبه، موزهٔ ملی عراق، مسجدالاقصی، کوه صهیون، موزهٔ لوور، موزهٔ بریتانیا و اهرام جیزه شد و با استادان دانشگاه‌های اورشلیم، لندن، کمبریج و کالیفرنیا گفتگو کرد. همچنین به اتفاق ایرج افشار، محمدابراهیم باستانی پاریزی و عباس زریاب خویی، به دیدار محمدعلی جمال‌زاده در ژنو رفت. این سفرها موجب آشنایی بیشتر او با محققان خارجی و آثار آن‌ها دربارهٔ موضوعات ایران‌شناسی و اقدام به ترجمهٔ برخی از آن آثار به زبان فارسی شد. وی در سال ۱۳۶۵ نامه‌ای از فلورانس به ایرج نبوی، سردبیر مجلهٔ راه و بار نوشت که این نامه در شمارهٔ هفتم آن مجله در شهریور ۱۳۶۶ منتشر شد. او در این نامه از غربت و بی‌کسی ایرانیان خارج از کشور گله می‌کند و سرتاسر آن نامه را با یاد ایران و ایرانی درمی‌آمیزد.
علاوه بر سفرهای خارجی، احمد اقتداری به عنوان کارمند سازمان جلب سیاحان، به سفرهای متعدد داخل ایران نیز پرداخت. از جمله، به سفارش فرج‌الله آق‌اولی، رئیس وقت انجمن آثار ملی، برای نگارش دورهٔ کتاب‌های مربوط به مناطق ساحلی جنوب ایران، سواحل و جزایر خلیج فارس و دریای عمان از بندر دیلم تا بندر چابهار را با پای پیاده در مدت سه ماه و نیم طی کرد و ضمن عکس‌برداری و نقشه‌برداری از آثار تاریخی آن مناطق، مشاهداتش را در کتاب آثار شهرهای باستانی سواحل و جزایر خلیج فارس و دریای عمان شرح داد. او در سال ۱۳۴۸ طی مشاجره‌ای با قاسم رضایی که ریاست سازمان جلب سیاحان را به عهده داشت، از آن سازمان جدا شده و پس از بازگشت به وزارت آموزش و پرورش، بازنشسته شد. وی در دوران بازنشستگی، سفرهایش را با جدیت بیشتری ادامه داد. این مسافرت‌ها باعث به وجود آمدن و نگارش کتاب‌هایی همچون دیار شهریاران و خوزستان و کهگیلویه و ممسنی و نیز تهیهٔ بیش از چهار هزار قطعه عکس از آثار تاریخی نواحی و سواحل جنوبی ایران شد که در شناختن و شناساندن تاریخ و فرهنگ آن قسمت‌ها حائز اهمیت است.

### حیات مذهبی
اقتداری در سال ۱۳۳۶ با مطهرعلیشاه، که بعدها به عنوان قطب سلسلهٔ خاکساریه انتخاب شد، آشنا شد. این اتفاق سبب رفت‌وآمد مداوم اقتداری به خانقاه دراویشِ خاکساریه در تهران و نیز همراهی‌اش با مطهرعلیشاه در سفرهای او شد. اقتداری او را برای خود چون «معلم» و «پدر» می‌دانست. با درگذشت مطهرعلیشاه در سال ۱۳۶۱، اقتداری سوگ‌نامه‌ای برای او نوشت و در مجلّهٔ آینده منتشر کرد. وی پس از این اتفاق، ترک خانقاه کرد.

### فعالیت‌ها و موضع‌گیری‌های ملی‌گرایانه
در دهه چهل، اقتداری جدایی بحرین از ایران را بر مبنای یک «رفراندوم ساختگی و کاملاً صوری» دانسته و از همان زمان تا پایان عمر این اقدام را «گناه نابخشودنی شاه ایران و دولت ایران» نامید. او این گناه نابخشودنی را مستقیماً متوجه محمدرضا پهلوی می‌دانست. به گفتهٔ اقتداری، ۸۰ درصد مردم بحرین ایرانی و اهل لارستان، بلوچستان، هرمزگان، خوزستان، دشتستان و سایر مناطق جنوبی ایران و شیعه بودند؛ لذا امکان نداشت علیه جدایی از ایران رأی بدهند. او در این باب در جلسهٔ هیئت دولت به امیرعباس هویدا، نخست‌وزیر وقت، گفته بود: «به عرض اعلی‌حضرت برسانید آنچه را که مرحوم احمدشاه با همهٔ ضعفش و مرحوم پدرتان رضاشاه با همهٔ قدرتش اجازه ندادند، شما هم اجازه نفرمایید که بحرین از ایران جدا شود». او همچنین فردای روز رفراندوم در دفتر وزیر وقت امور خارجه، اردشیر زاهدی، حاضر شد و کتاب آثار شهرهای باستانی سواحل و جزایر خلیج فارس و دریای عمان را برای او برد. زاهدی از ملاقات با اقتداری خودداری کرد و در همان روز به مجلس شورای ملی رفت و جدایی بحرین از ایران را اعلام کرد.
به گزارش اقتداری در کاروان عمر، او در همان سال طی سفری که به درخواست حسنعلی منصور، نخست‌وزیر وقت، به کویت داشت و مأمور حل اختلافات سیاسی به وجود آمده بین ایران و کویت بود، با صباح احمد جابر صباح که سِمَت وزارت خارجهٔ کویت را بر عهده داشت دیدار نمود و آن جا نیز بر جعلی‌بودن نام خلیج عربی و لزوم استفادهٔ دولت کویت از نام خلیج فارس تأکید کرد. او دربارهٔ تحریف نام خلیج فارس و نامیدن آن به «خلیج عربی» معتقد است که این مشکل، صرفاً یک مشکل سیاسی است که به علت اختلافات سیاسی ایران و مصر، توسط جمال عبدالناصر به وجود آمده است.
اقتداری که در مهر ۱۳۵۰ در جشن‌های ۲۵۰۰ سالهٔ شاهنشاهی ایران شرکت کرده بود، تخت جمشید را «سرزمینی مقدس» می‌نامید و از حضور خود در آن جشن‌ها با «غرور و شادمانی» یاد می‌کرد. او در مورد نکوهش و نقد جشن‌های ۲۵۰۰ ساله پس از وقوع انقلاب اسلامی، در خاطراتش نوشته است: «چون انقلاب اسلامی واقع شد و چون مسائل ملی تحت‌الشعاع مسائل مذهبی قرار گرفت، با کمال تعجب دیدم همان‌ها که خود دست‌اندرکار برگزاری جشن‌ها یا برگزاری مجامع علمی و جلسات سخنرانی علمی بودند، دست به آسمان برداشتند و از بیهودگی آن جشن و آن مراسم داد سخن دادند». به اعتقاد وی، کاری که هخامنشیان، اشکانیان و ساسانیان در پاسداری از ایران انجام دادند، همان کاری است که رزمندگان ایران در جنگ ایران و عراق انجام دادند و هر دوی این‌ها ستودنی و قابل تقدیر است.
اقتداری تمام ناآرامی‌های خاورمیانه و خلیج فارس را نتیجهٔ سیاست‌ها و دخالت‌های سیاسی اسرائیل می‌داند. او در مصاحبه با مجلهٔ بندر و دریا در سال ۱۳۹۷ گفت: «برهم‌زدن منطقه، سیاست اسرائیل است. تمام جنجالی هم که امروز ما در منطقه و به خصوص در خلیج فارس با آن روبه‌رو هستیم، زیر سر همین اسرائیل است. لابد الان خیال‌شان راحت شده که کشورهای منطقه را درگیر خود کرده‌اند؛ اما خلیج فارس این‌طور نمی‌ماند. این‌جا جایی است که می‌تواند در دوره‌های مختلف، صلح را به چشم ببیند، همان‌طور که قبلاً و پیشترها دیده است.»

### فعالیت در مرکز دائرةالمعارف بزرگ اسلامی
اقتداری در سال ۱۳۸۷ کتابخانهٔ شخصی خود را به مرکز دائرةالمعارف بزرگ اسلامی اهدا کرد و خود نیز به عنوان رئیس دفتر مطالعات خلیج فارس در آن مرکز، به فعالیت‌های مشاوره‌ای برای مراجعه‌کنندگان به کتابخانه، مشغول شد. در همان زمان، او به عضویت شورای علمی دانشنامهٔ خلیج فارس درآمد و کار تدوین دانشنامه را با همکاری سید صادق سجادی آغاز کرد.

### درگذشت
|                           |  |  |
| عکس وصیت‌نامهٔ احمد اقتداری |  |  |

احمد اقتداری در اواخر عمر سابقهٔ چندین سکتهٔ مغزی داشت و از فلج نسبی رنج می‌برد. او در ۷ فروردین ۱۳۹۸ در پی زمین‌خوردن در خانهٔ شخصی‌اش، دچار شکستگی استخوان از ناحیهٔ لگن شد. وی در کم‌تر از یک روز پس از عمل جراحی، از بیمارستان ترخیص شد و همین عامل، باعث شد حال او رو به وخامت رود. با وخیم‌تر شدن حال اقتداری و نیز عفونت ریه و کلیه، او در روز ۲۱ فروردین ضمن پایین آمدن سطح هوشیاری‌اش، به اورژانس بیمارستان لبافی‌نژاد و سپس به بخش مراقبت‌های ویژهٔ بیمارستان آسیا منتقل شد. صبح ۲۲ فروردین خبر درگذشت احمد اقتداری در برخی از خبرگزاری‌ها منتشر شد اما پس از ساعاتی این اخبار تکذیب و حذف گردیدند. وی در نهایت صبح سه‌شنبه ۲۷ فروردین ۱۳۹۸ در بیمارستان آسیا در تهران، درگذشت. اقتداری در سال ۱۳۸۷ وصیت‌نامهٔ خود را منتشر کرد. در این وصیت‌نامه، او ضمن ستایش ایران، دربارهٔ تلاش‌هایش این شعر نظامی گنجوی را می‌نویسد:
| یکی مرغ بر کوه بنشست و خاست  |  | نه بر کُه فزود و نه زان کُه بکاست |
| من آن مرغم و این جهان کوه من |  | چو مُردم جهان را چه اندوه من؟    |

او در این وصیت‌نامه، صادق رحمانی را وصی خود معرفی کرده و خواسته است که در صورت درگذشت در ایران، به زادگاهش، گراش، منتقل شده و در آرامگاه اختصاصی خاندان دَهباشی، در نزدیکی برکهٔ حاج اسدالله و در کنار قبر مادرش، انیس‌خانم اقتداری، به خاک سپرده شود. وی همچنین ضمن مشخص کردن جزئیات مراسم تشییع و خاک‌سپاری، از وصی خواسته تا عکس وصیت‌نامه را در اختیار خبرگزاری‌ها قرار دهد و در اینترنت نیز منتشر نماید.

#### تشییع و خاک‌سپاری

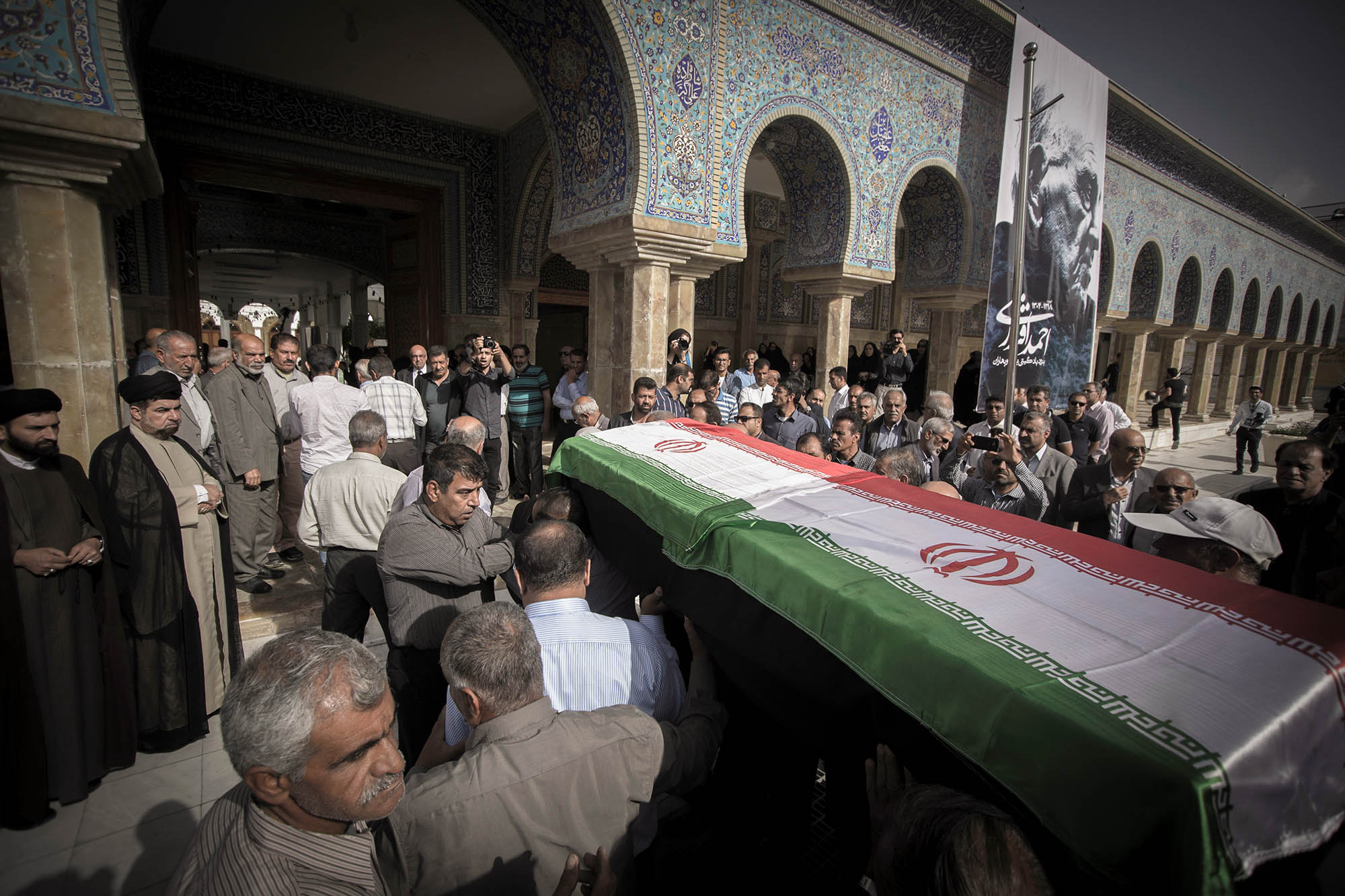
تشییع در حسینیهٔ اعظم گراش.

صبح روز دوشنبه ۲ اردیبهشت ۱۳۹۸، مراسم تشییع و وداع با پیکر احمد اقتداری با حضور مسئولان کشور، چهره‌های شناخته‌شدهٔ حوزه‌های تاریخ و جغرافیای ایران، خانوادهٔ اقتداری و علاقه‌مندان او در مرکز دائرةالمعارف بزرگ اسلامی در دارآباد تهران برگزار شد. در این مراسم، سید محمدکاظم موسوی بجنوردی، رئیس مرکز دائرةالمعارف بزرگ اسلامی، هوشنگ دولت‌آبادی، دوست احمد اقتداری و پژوهشگر، علی دهباشی، نویسنده و سردبیر مجلهٔ بخارا، سیدعلی آل‌داوود، نویسنده و پژوهشگر، صادق رحمانی، شاعر، وصی فرهنگی اقتداری و رئیس وقت رادیو فرهنگ، محمدجواد حق‌شناس، رئیس وقت کمیسیون فرهنگی و اجتماعی شورای اسلامی شهر تهران، و همچنین افشین اقتداری، فرزند احمد اقتداری، دربارهٔ ارزش‌های اقتداری و یک عمر فعالیتش سخنرانی کردند. چهره‌های هنری همچون محسن شریفیان نیز در این مراسم حضور داشتند.
پس از تشییع در تهران، سوم اردیبهشت‌ماه ۱۳۹۸، پیکر احمد اقتداری به شهر گراش منتقل شد تا طبق وصیتش در آرامگاه خاندان دَهباشی به خاک سپرده شود. نماز میت بر پیکر اقتداری در سالن حسینیهٔ اعظم اقامه شده و سپس پیکر او تا آرامگاه خاندان دَهباشی در کنار برکهٔ حاج اسدالله تشییع شد.

#### واکنش‌ها
سید عباس صالحی، وزیر وقت فرهنگ و ارشاد اسلامی، محمدباقر نوبخت، رئیس وقت سازمان برنامه و بودجه، صابر سهرابی، مدیر کل وقت فرهنگ و ارشاد اسلامی فارس، محمدجواد حق‌شناس، رئیس وقت کمیسیون فرهنگی و اجتماعی شورای اسلامی شهر تهران، سید محمدکاظم موسوی بجنوردی رئیس وقت مرکز دائرةالمعارف بزرگ اسلامی، امیرحمزه مهرابی، رئیس وقت دانشگاه جامع علمی کاربردی قم، سید محمدباقر بخشایش‌پور، امام جمعهٔ وقت گراش، راشد انصاری، شاعر طنزپرداز مقیم بندرعباس و احمد حبیبی، پژوهشگر تاریخ و جغرافیای هرمزگان، به درگذشت اقتداری واکنش نشان داده و با انتشار پیام یا سرودن شعر، آن را تسلیت گفتند.
همچنین صادق رحمانی، شاعر، وصی فرهنگی اقتداری و رئیس وقت رادیو فرهنگ، کوروش کمالی سروستانی، سعدی‌پژوه و رئیس وقت مرکز اسناد و کتابخانهٔ ملی استان فارس، احمد جولایی، استاد دانشگاه تهران، اصغر فرودی، فرماندار وقت شهرستان گراش، عبدالعلی صلاحی، پژوهشگر تاریخ جنوب فارس، احمد پورطرق، مدیر کل اسبق میراث فرهنگی استان هرمزگان و چند تن دیگر در مراسم تشییع و تدفین اقتداری سخنرانی کردند.

### آثار و دیدگاه‌های عمده

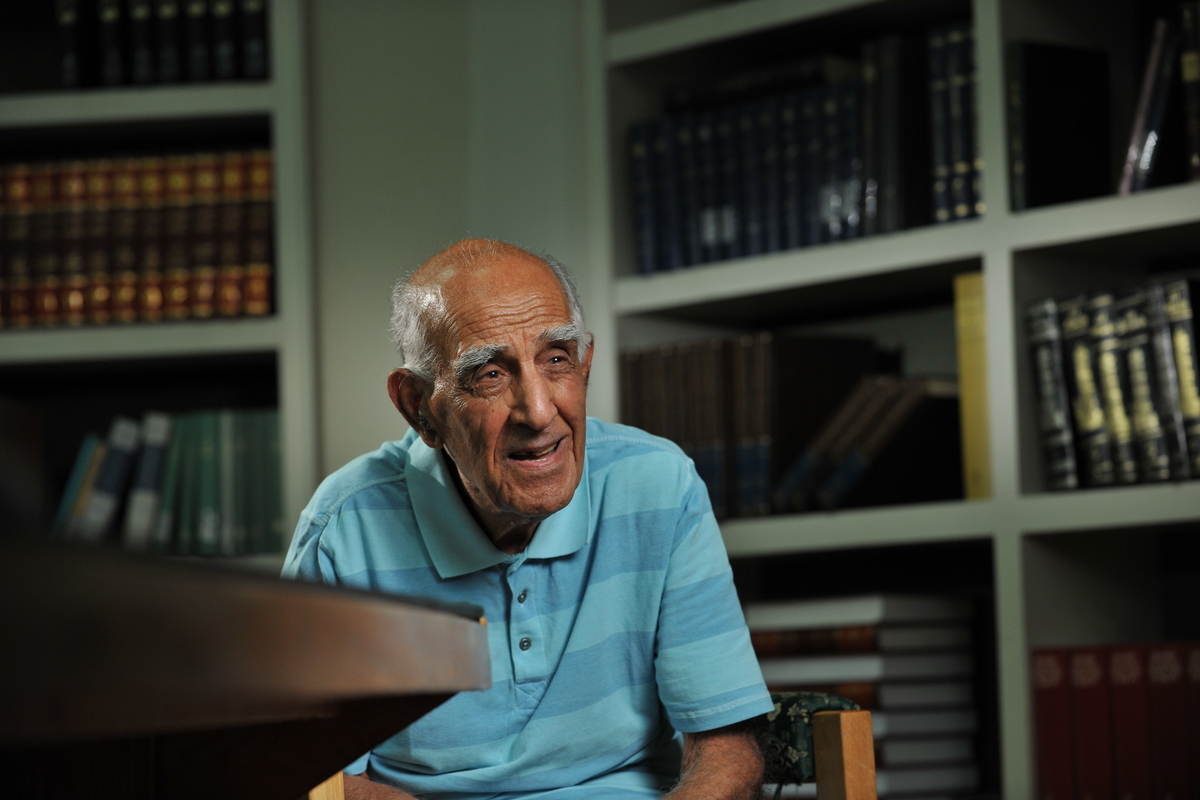
سال‌های ۱۳۹۱ تا ۱۳۹۳؛ احمد اقتداری در کتابخانهٔ شخصی‌اش

اقتداری در زمینهٔ جغرافیا، فرهنگ عامه، زبان‌شناسی، ادبیات فارسی و سندشناسی آثار متعددی دارد. این در کنار ترجمه‌هایی است که با دخترش، امید اقتداری، منتشر کرده است. اقتداری نزدیک به ۳۰ کتاب و بالغ بر ۲۰۰ مقالهٔ علمی به چاپ رسانده است. در میان آثار او از تصحیح و انتشار دیوان شاعران و ترجمهٔ آثار تحقیقی نویسندگان و پژوهشگران غیرایرانی تا چاپ قصه‌های مثنوی معنوی و منطق‌الطیر و همچنین پژوهش علمی در زمینهٔ لهجه‌شناسی، زبان و فرهنگ مناطق مختلف ایران دیده می‌شود. وی همچنین بخش بزرگی از آثار محمدعلی سدیدالسلطنهٔ بندرعباسی را تصحیح و منتشر کرده است. همچنین در سال ۱۳۵۴ اقدام به برپایی نمایشگاه آثار سدیدالسلطنه در دانشگاه تهران نموده است. با این همه، دلیل عمدهٔ شهرت وی آثار و پژوهش‌هایش در حوزهٔ مطالعات خلیج فارس است. به باور خیراندیش، از هزار سال پیش تا زمان اقتداری، آثار کاملی دربارهٔ سواحل جنوب ایران وجود نداشته است و اقتداری اولین کسی است که آثارش را متمرکز به این قسمت‌ها کرده است. همچنین محمدباقر وثوقی دربارهٔ اقتداری می‌گوید: «در ۶۰ سال اخیر نمی‌توان خلیج فارس را خواند و از آثار احمد اقتداری گذشت. زبان‌شناس‌ها، باستان‌شناس‌ها و مورخان مهم‌ترین ارجاعات را به آثار اقتداری می‌دهند.»
او نوشتن را با کتاب فرهنگ لارستانی آغاز کرد. کتاب خلیج فارس به قلم اقتداری، برگزیدهٔ جایزهٔ ویژهٔ کمیسیون ملی یونسکو در ایران در سال ۱۳۴۶ شده است. همچنین در سال ۱۳۷۰ علی‌اکبر ولایتی، وزیر وقت امور خارجه، از کتاب تاریخ مسقط و عمان، بحرین و قطر و روابط آن‌ها با ایران تقدیر کرد. اقتداری در سال ۱۳۷۲، زندگی‌نامهٔ خودنوشت خود را با نام کاروان عمر منتشر کرد که کتابی است در مورد خاطرات سیاسی و فرهنگی‌اش در سن ۷۰ سالگی. همچنین او چندین اثر چاپ‌نشده دارد. کتاب وقایع انقلاب مشروطیت در لارستان و سواحل خلیج فارس یکی از مهم‌ترین آثار چاپ‌نشدهٔ اقتداری است که به اهمیت شهرهای جنوب فارس در عصر قاجار و انقلاب مشروطیت می‌پردازد.
کتاب خلیج فارس از دیرباز تا کنون، دربرگیرندهٔ مطالبی در باب آداب و رسوم خطهٔ خلیج فارس، تجارت و کشتی‌رانی در این منطقه، نام خلیج فارس در متون و نقشه‌ها، مداخلات انگلیس و روسیه در خلیج فارس، تأثیرات انقلاب مشروطه بر خلیج فارس و مطالبی از این قبیل است. اقتداری در این کتاب برای خلیج فارس دو تعبیر «دریای پرماجرای ایرانی» و «گاهوارهٔ تمدن» را به کار برده است. وی معتقد است خلیج فارس به این دلیل که همیشه در تاریخ خود، محل نبرد قوای نظامی بوده، «پرماجرا» است. به باور او، خلیج فارس زادگاه ایلامیان بوده است؛ لذا از آن به عنوان «گاهوارهٔ تمدن» یاد می‌کند. اقتداری می‌گوید با مطالعهٔ دقیق جغرافیای طبیعی خلیج فارس و دریای عمان می‌توان دریافت که حتی نام جزایری که امروزه متعلق به عربستان سعودی، کویت، عمان، امارات متحدهٔ عربی، قطر و بحرین است، غالباً ریشه در زبان فارسی دارند؛ مانند یاس، بوبیان، تاروت، و امثال آن‌ها. او علل اختلافات اعراب و ایرانیان بر سر این جزایر به ویژه تنب بزرگ، تنب کوچک و ابوموسی را مداخلات بریتانیا، مذاکرات آرنولد ویلسون و حسین علا در لندن و ادعای شیوخ رأس‌الخیمه و شارجه که هر دو از نوادگان طایفهٔ جواسمی، که حکام اجاره‌دار و فرمان‌بردار کریم‌خان زند و سپس حکومت قاجار در بندر لنگه بوده‌اند، ذکر می‌کند.
او همچنین نقدی بر کتاب کریم‌خان زند و خلیج فارس احمد فرامرزی نوشت و نظر وی را مبنی بر این که میرمهنای بندرریگی جبار و دشمن ایران بود، رد کرد. به باور اقتداری، این نسبت‌ها نه عمداً و نه سهواً، بلکه از روی تعصب مذهبی نویسنده که شافعی‌مذهب بود، به میرمهنا داده شده است. بنا به روایت اقتداری، میرمهنا به همراه پدرش میرناصر که ایرانی و مسلمان شیعه بودند، بحرین را از اعراب و انگلستان پس گرفتند و این امر نظیر اقدامات شجاعانه و وطن‌پرستانهٔ امام‌قلی‌خان در جنگ دوماهه با پرتغالیان و اخراج آن‌ها از خلیج فارس و شرق آفریقا بوده است.

### سبک تاریخ‌نگاری
سبک تاریخ‌نگاری اقتداری برگرفته از سبک حقوقی است. در این سبک که در قرن هجدهم در اروپا مطرح بوده، سعی بر آن است که اخبار و اطلاعات تاریخی به مرحلهٔ اثبات و تبدیل‌شدن به شواهد محکمه‌پسند برسند؛ به گونه‌ای که بتوان غیر را مجاب به پذیرش آن کرد. دوران اوج کارهای اقتداری بین سال‌های ۱۳۲۰ تا ۱۳۶۰ و مصادف با دوران جنگ سرد است که اتفاقات مهمی در خلیج فارس رخ داده است. از این رو، عبدالرسول خیراندیش معتقد است آثار اقتداری متناسب با نیازهای زمانه و جامعهٔ علمی و در جهت تأمین منافع ملی و احقاق حقوق ایران خلق شده است. یکی دیگر از خصوصیات مهم که در سبک نوشته‌های تاریخی اقتداری به چشم می‌خورد، بیان اطلاعات دست اول و مطالبی است که در منابع مکتوب وجود ندارد و او آن‌ها را با مشاهدات مستقیم، مصاحبه و تحقیقات میدانی به دست آورده است. در واقع اقتداری هر چه را خوانده، با پای خود به سراغش رفته، دیده و به سپس به عنوان شاهد در آثارش منعکس کرده است. او برای این کار بارها در کرانه‌های شمالی و برخی از کرانه‌های جنوبی خلیج فارس و دریای عمان به سفر پرداخت و سوژه‌هایش را از نزدیک دید؛ سپس با دانش تاریخی‌اش و تسلطی که به زبان‌های انگلیسی و عربی داشت، مشاهداتش را با اسناد بین‌المللی تطبیق داد. بیشترین نمود این سبک تاریخ‌نگاری را می‌توان در کتاب آثار شهرهای باستانی دنبال کرد؛ جایی که اقتداری، رابطه و تعامل میان پدیده‌هایی چون دریا، ساحل، پس‌کرانه‌ها، جزیره‌ها، شهرها و فلات مرکزی ایران را با یک سبک واحد مورد تحقیق قرار داده است.

### کتابخانه

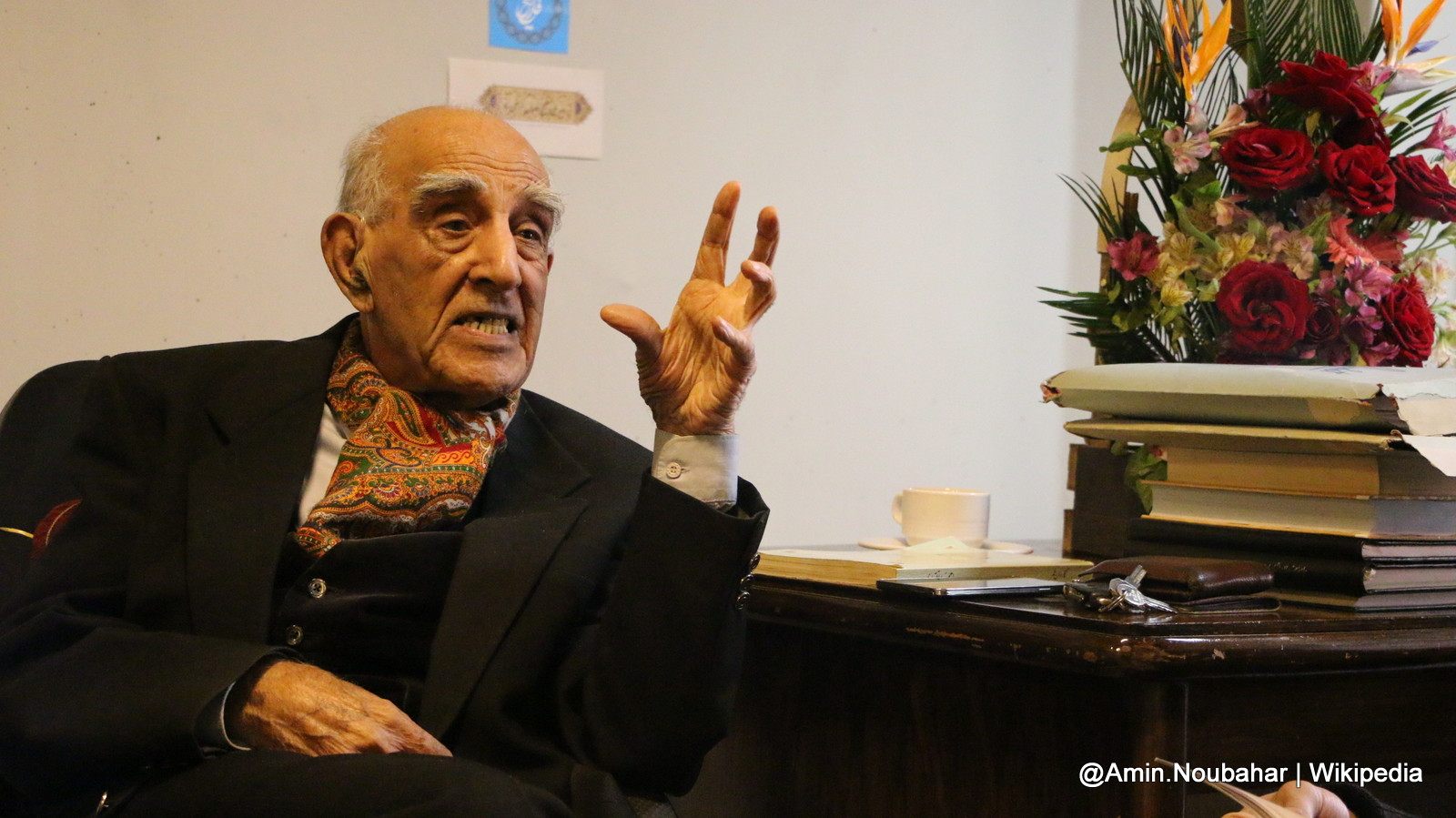
آبان ۱۳۹۵؛ احمد اقتداری در دفتر کارش در کتابخانهٔ خلیج فارس مرکز دائرةالمعارف بزرگ اسلامی

احمد اقتداری در سال ۱۳۸۷ حدود پنج هزار نسخه از کتاب‌ها، اسناد و تصاویری را که طی سالیان جمع‌آوری کرده بود، به مرکز دائرةالمعارف بزرگ اسلامی اهدا کرد. پیش از این بنا بود این کتابخانه به شهر گراش اهدا شود اما به دلیل ناتوانی در ایجاد شرایط کتابخانهٔ مناسب در این محل توسط متولی امر، و نیز ترجیح اقتداری بر برپایی کتابخانه در جایی که مراجعه‌کنندهٔ بیشتری داشته‌باشد، از این اقدام صرف‌نظر شد. اقتداری سند اهدای مجموعهٔ خود را با این جمله از عیسی مسیح که بر سردر کلیسای وست‌مینستر لندن به زبان انگلیسی نگاشته شده است، به پایان برد: «من از این جان می‌گذرم اما یک بار هر نیکی که می‌توانم انجام دهم، یا هر نوع محبتی که می‌توانم به هر موجودی نشان دهم، بگذارید هم‌اکنون انجام دهم، نه تأخیر را دارم و نه تعطیل، زیرا من نمی‌توانم دوباره از این راه بگذرم». این کتابخانه هم‌اکنون با نام «کتابخانهٔ خلیج فارس» در مرکز دائرةالمعارف بزرگ اسلامی قرار دارد. این مجموعه ۲۱۵۶ عنوان کتاب، ۷۶ عنوان مجله و ۲۳۰۰ را دربردارد که کتاب‌هایی در موضوعات ادبیات و تاریخ و نیز دورهٔ کاملی از مجلات آینده، یغما، راه و بار و فرهنگ ایران‌زمین را شامل می‌شود. اقتداری استفاده از این کتاب‌ها را برای همگان مجاز دانسته و آن را منوط به نظارت آن مرکز کرده است. پس از درگذشت اقتداری و در حاشیهٔ خاک‌سپاری او در گراش، صادق رحمانی از تلاش برای انتقال این کتابخانه به گراش سخن گفت. امید اقتداری، دختر احمد اقتداری نیز رضایت خود را برای انتقال بخشی از کتاب‌های اقتداری به گراش اعلام نمود.
به عقیدهٔ سید صادق سجادی، ارزشمندتر از کتاب‌ها و مقالات موجود در این کتابخانه که اقتداری طی حدود ۸۰ سال گردآورده بود، عکس‌هایی است که او از جوامع، مساجد، خانه‌ها، رودها و غیره برداشته است. اهمیت عکس‌ها نیز به آن است که اکنون بسیاری از سوژه‌هایش از بین رفته‌اند و دیگر اثری از آن‌ها باقی نمانده است.

### کارنامه
«... احمد اقتداری را از پیشگامان باید دانست. او با انتشار کتاب‌های فرهنگ لاری و لارستان کهن در این وادی گام گذارد. هر دو کتابش به زودی شهرت گرفت.»
 «... تا آن‌جا که دیده‌ام، ایران‌شناسانی که به تحقیق دربارهٔ منطقهٔ لار و بندرعباس پرداخته‌اند، مانند پوهانکه و ویلم فلور هم به کتاب مذکور استناد کرده‌اند.»

ایرج افشار

«امروز هر پژوهشگری که بخواهد از دریای فارس و عمان و از جزایر و کرانه‌های آن سخن به میان آورد، از کتاب‌ها و مقالات دکتر اقتداری بی‌نیاز نیست. نام او با خلیج فارس پیوندی ناگسستنی پیدا کرده است.»

احسان اشراقی
اقتداری حاصل عمر خود را کتاب‌های و مقالاتی که نوشته یا تصحیح کرده و به چاپ رسانده توصیف می‌کند. او علاوه بر فعالیت‌های پژوهشی در زمینه‌های ایران‌شناسی، در زمینهٔ شعر و ادبیات نیز به فعالیت پرداخته است. وی با این که خود را شاعر نمی‌دانست، طبعی شاعرانه داشت و در اشعاری که به صورت پراکنده نوشته است، به مضامین مختلفی همچون تلاش‌هایش در راه ایران‌شناسی، تجربه‌های اجتماعی و برخی اتفاقات زندگانی‌اش اشاره کرده است.
آثار اقتداری را بر پایه نوع، می‌توان به کتاب‌ها (شامل کتاب‌های نوشته، ویراسته و چاپ‌نشده)، مقاله‌ها (شامل مقاله‌های تألیفی و ترجمه‌ها، مقدمه‌ها و مدخل‌نویسی‌ها)، گفت‌وگوها، متن سخنرانی‌ها، نامه‌ها، یادداشت‌ها و اشعار تقسیم کرد.

## بزرگداشت
- اعطای مدرک دکترای افتخاری تاریخ از سوی دانشگاه تهران به اقتداری به خاطر پژوهش‌ها و مطالعات او در حوزهٔ شناخت ایران و بازنمایی این اقلیم در آثار خود (۱۳۴۹).[۱۴۳]
- برگزاری مراسم نکوداشت احمد اقتداری توسط بنیاد فارس‌شناسی و انجمن آثار و مفاخر فرهنگی فارس در شیراز و تقدیم لوح سپاس از سوی بنیاد فارس‌شناسی و شورای شهر گراش (۱۳۷۹).[۱۴۴]
- برگزاری بزرگداشت و رونمایی از تمبر یادبود اقتداری در کنگرهٔ بزرگ فارس‌شناسی (۱۳۸۴).[۱۴۵]
- تجلیل از احمد اقتداری در همایش بین‌المللی زبان و مردم‌شناسی لارستان و از سوی شورای اسلامی شهر لار، به خاطر تلاش‌هایش در اشاعهٔ فرهنگ ایرانی. (۱۳۸۷).[۱۴۶]
- تجلیل در نخستین جشنوارهٔ ملی کتاب خلیج فارس در بندرعباس. (۱۳۹۰)[۱۴۷]
- معرفی اقتداری به عنوان شهروند افتخاری بوشهر در روز بوشهر و از سوی شورای اسلامی آن شهر (۱۳۹۱).[۱۴۸]
- اهدای بیست‌ویکمین جایزهٔ ویژهٔ بنیاد موقوفات دکتر محمود افشار با عنوان «جایزهٔ تاریخی و ادبی دکتر محمود افشار برای زبان فارسی و وحدت ملی ایران» به احمد اقتداری (۱۳۹۲).[۱۴۹]
- رونمایی از تندیس و لوح یادبود احمد اقتداری در مرکز دائرةالمعارف بزرگ اسلامی در تهران (۱۳۹۲).[۱۵۰]
- تقدیر از اقتداری به عنوان چهرهٔ ماندگار کشوری به مناسبت روز گراش، در همایش چهره‌های ماندگار گراش (۱۳۹۶).[۱۵۱]
- برگزاری همایش خلیج فارس در بوشهر به یاد احمد اقتداری (۱۳۹۸).[۱۵۲]
- برگزاری بزرگداشت اقتداری جهت پاسداشت مقام علمی این ایران‌شناس در خانهٔ اندیشمندان علوم انسانی در تهران (۱۳۹۸).[۱۵۳]

## معرفی و تجلیل در کتاب‌ها و رسانه‌ها

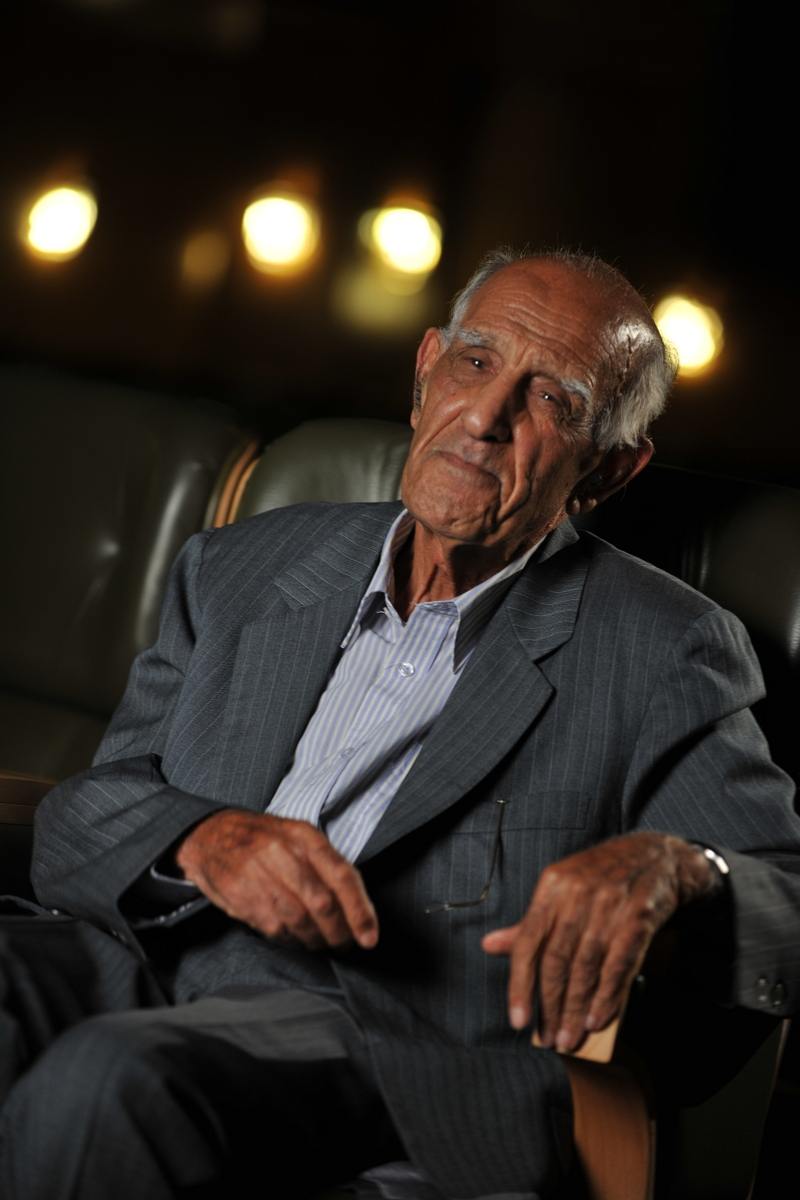
اقتداری در پشت‌صحنهٔ فیلم مستند به ایرانِ جاودانی‌ام

مستند به ایرانِ جاودانی‌ام به تهیه‌کنندگی و کارگردانی رضا رشیدیان و گویندگی داوود نماینده، دربارهٔ زندگی علمی و تلاش‌های احمد اقتداری در خصوص بررسی تاریخی و جغرافیایی سواحل جنوبی ایران و بررسی برخی از وقایع تاریخی خلیج فارس ساخته شده است. این مستند که کار تولید آن در پاییز ۱۳۹۱ آغاز شده بود، نخستین بار در سال ۱۳۹۳ به روی پرده رفت. این فیلم چندین بار از شبکه‌های یک و مستند سیمای جمهوری اسلامی ایران پخش شده است. همچنین این مستند در جشنوارهٔ سینما حقیقت در سال ۱۳۹۳ و چهل و پنجمین جشنوارهٔ بین‌المللی فیلم رشد در سال ۱۳۹۴ نیز به نمایش درآمده است.
کتاب مروارید خلیج فارس: پژوهش‌های ایران‌شناسی در بزرگداشت استاد احمد اقتداری، دربرگیرندهٔ بیش از ۳۰ مقاله در موضوعات مختلف است که به قلم پژوهشگرانی چون محمدرضا شفیعی کدکنی، ایرج افشار و منوچهر ستوده نوشته شده است. این کتاب به اهتمام میثم کرمی جمع‌آوری شده و به صورت یادنامهٔ احمد اقتداری، به سال ۱۳۹۲ توسط انتشارات گستره به چاپ رسیده است.
اقتداری همچنین سابقهٔ برنامه‌سازی برای تلویزیون را داشت. او نویسندگی و گویندگی برنامهٔ سیر و سفر را برعهده داشت. این برنامه که از تلویزیون ملی ایران پخش می‌شد، به معرفی آثار تاریخی ایران می‌پرداخت. او به عنوان کارشناس مسائل تاریخی خلیج فارس نیز در برخی از برنامه‌های تلویزیونی حضور می‌یافت. همچنین قسمت ششم و هفتم از فصل اول مجلهٔ ویدیویی کِلاک، که توسط مؤسسهٔ فرهنگی هنری هفت‌برکهٔ گراش تولید و منتشر شده است، به گفتگو با احمد اقتداری اختصاص دارد. این مجله در حاشیهٔ بیست و دومین نمایشگاه بین‌المللی مطبوعات تهران، در آبان ۱۳۹۵ ضبط شده است.

## یادمان‌ها
|                                                                  |  |  |
| تندیس و لوح یادبود احمد اقتداری در مرکز دائرةالمعارف بزرگ اسلامی |  |  |

در بهمن ۱۳۹۲، از تندیس احمد اقتداری به پاس بیش از پنجاه سال پژوهش برای خدمت به فرهنگ ایران و پژوهش در زمینهٔ خلیج فارس، رونمایی شد. این تندیس که در سالن اصلی مرکز دائرةالمعارف بزرگ اسلامی در تهران قرار دارد، توسط امیرمحمد قاسمی‌زاده ساخته شده است. اقتداری در پایان مراسم رونمایی از تندیس، مجموعهٔ سه جلدی خود با نام بشنو از نی را به قاسمی‌زاده هدیه کرد. کاظم موسوی بجنوردی، رئیس مرکز دائرةالمعارف بزرگ اسلامی، در توضیح علت ساخت و نصب تندیس اقتداری در کنار تندیس چهره‌هایی چون فردوسی، ابن سینا و ایرج افشار، گفت: «برای ما دکتر احمد اقتداری، تنها به عنوان یک عالم مطرح نیست. بلکه برای ما به عنوان «ارزش ملی» و شخصیتی که از لحاظ ملی برای ایران ارزشمند است و خدمات برجسته‌ای داشته، دارای اهمیت است. من با این «نگاه ملی» بود که گفتم تندیس ایشان را ساخته و در این مکان قرار دهند تا برای همیشه یاد ایشان زنده و گرامی نگاه داشته شود».
|                                                   |  |  |
| معابری به نام اقتداری در تهران (راست) و گراش (چپ) |  |  |

پس از درگذشت اقتداری، خیابانی در محلهٔ نخجوان، واقع در منطقهٔ یک تهران به نام «استاد احمد اقتداری» و بلوار ورودی شمالی شهر گراش از سمت اوز نیز به نام «دکتر احمدخان اقتداری» نام‌گذاری شد. همچنین در حاشیهٔ مراسم تشییع و خاک‌سپاری او در گراش، صادق رحمانی، وصی فرهنگی اقتداری، به طراحی و اجرای عمارت یادبود او در محل دفنش در آرامگاه خاندان دَهباشی اشاره کرد. با این وجود، هنوز عمارتی بر قبر اقتداری ساخته نشده است.
طرح اهدای جایزه‌ای دوسالانه با نام «جایزهٔ احمد اقتداری»، از مواردی است که او در سال ۱۳۸۷ و در وصیت‌نامه‌اش به آن اشاره کرده است. این جایزه به پژوهش‌هایی در موضوعات تاریخ، زبان‌شناسی و مطالعات فرهنگی اختصاص دارد. فراخوان نخستین دورهٔ جایزهٔ احمد اقتداری در سال ۱۴۰۰ منتشر شد و برندهٔ آن در ۱۰ اردیبهشت ۱۴۰۲، هم‌زمان با روز ملی خلیج فارس معرفی خواهد شد.
همچنین کوروش کمالی سروستانی پیشنهاد تأسیس بنیاد علمی، و فرهنگ‌سرایی با نام احمد اقتداری و انتشار سالانهٔ کتابی حاوی مقالات تحلیلی پیرامون آثار، اسناد و خاطرات او را مطرح کرده است. کاظم موسوی بجنوردی نیز از تلاش برای تدوین دانشنامهٔ خلیج فارس، بر پایه پژوهش‌های اقتداری در این زمینه خبر داده است. این پروژه پیش‌تر هم توسط سید صادق سجادی و با مشاورهٔ اقتداری شروع شده بود، اما به دلیل عدم توانایی مرکز دائرةالمعارف بزرگ اسلامی در تأمین بودجه، پس از یک سال تعطیل شد.